# Saint-Blaise (Alpes-Maritimes)
Pour les articles homonymes, voir Saint-Blaise.
Saint-Blaise est une commune française située dans le département des Alpes-Maritimes en région Provence-Alpes-Côte d'Azur. Ses habitants sont appelés les Saint-Blaisois.
Jusqu'en 1860, le nom officiel était en italien : San Biagio.

## Géographie

### Localisation
Commune située à 10 km de Levens.

### Géologie et relief
Collines de Nice.

### Catastrophes naturelles - Sismicité
Le 2 octobre 2020, de nombreux villages des diverses vallées des Alpes-Maritimes (Breil-sur-Roya, Fontan, Roquebillière, St-Martin-Vésubie, Tende...) sont fortement impactés par un "épisode méditerranéen" de grande ampleur. Certains hameaux sont restés inaccessibles jusqu'à plus d'une semaine après la catastrophe et l'électricité n'a été rétablie que vers le 20 octobre. L'Arrêté du 7 octobre 2020 portant reconnaissance de l'état de catastrophe naturelle a identifié 55 communes, dont Saint-Blaise, au titre des "Inondations et coulées de boue du 2 au 3 octobre 2020".
Commune située dans une zone de sismicité moyenne.

### Hydrographie et les eaux souterraines
Cours d'eau sur la commune ou à son aval :
- fleuve le Var ;
- vallon de Saint-Blaise.

Saint-Blaise dispose de deux stations d'épuration :
- Station d'épuration de Nice, d'une capacité de 650 000 équivalent-habitants[4],
- Station d'épuration de Saint-Blaise, d'une capacité de 500 équivalent-habitants[5].

### Climat
Pour des articles plus généraux, voir Climat de Provence-Alpes-Côte d'Azur et Climat des Alpes-Maritimes.
En 2010, le climat de la commune est de type climat méditerranéen altéré, selon une étude du Centre national de la recherche scientifique s'appuyant sur une série de données couvrant la période 1971-2000. En 2020, Météo-France publie une typologie des climats de la France métropolitaine dans laquelle la commune est exposée à un climat méditerranéen et est dans la région climatique Var, Alpes-Maritimes, caractérisée par une pluviométrie abondante en automne et en hiver (250 à 300 mm en automne), un très bon ensoleillement en été (fraction d’insolation > 75 %), un hiver doux (8 °C) et peu de brouillards.
Pour la période 1971-2000, la température annuelle moyenne est de 14 °C, avec une amplitude thermique annuelle de 15,2 °C. Le cumul annuel moyen de précipitations est de 914 mm, avec 5,7 jours de précipitations en janvier et 3,3 jours en juillet. Pour la période 1991-2020, la température moyenne annuelle observée sur la station météorologique de Météo-France la plus proche, « Levens », sur la commune de Levens à 4 km à vol d'oiseau, est de 12,9 °C et le cumul annuel moyen de précipitations est de 982,1 mm. 
La température maximale relevée sur cette station est de 35,1 °C, atteinte le 28 juin 2019 ; la température minimale est de −7,8 °C, atteinte le 6 février 2012,,.
Les paramètres climatiques de la commune ont été estimés pour le milieu du siècle (2041-2070) selon différents scénarios d'émission de gaz à effet de serre à partir des nouvelles projections climatiques de référence DRIAS-2020. Ils sont consultables sur un site dédié publié par Météo-France en novembre 2022.

### Voies de communications et transports

#### Voies routières
- Route départementale M 14 vers Levens.

#### Transports en commun
Transport en Provence-Alpes-Côte d'Azur
- Commune desservie par le réseau Lignes d'Azur[13].
- Réseau Créabus.

### Intercommunalité
Commune membre de la Métropole Nice Côte d'Azur.

## Urbanisme

### Typologie
Au 1er janvier 2024, Saint-Blaise est catégorisée commune rurale à habitat dispersé, selon la nouvelle grille communale de densité à 7 niveaux définie par l'Insee en 2022.
Elle est située hors unité urbaine. Par ailleurs la commune fait partie de l'aire d'attraction de Nice, dont elle est une commune de la couronne,. Cette aire, qui regroupe 100 communes, est catégorisée dans les aires de 200 000 à moins de 700 000 habitants,.

### Occupation des sols
L'occupation des sols de la commune, telle qu'elle ressort de la base de données européenne d’occupation biophysique des sols Corine Land Cover (CLC), est marquée par l'importance des forêts et milieux semi-naturels (79,3 % en 2018), en diminution par rapport à 1990 (94,1 %). La répartition détaillée en 2018 est la suivante : 
forêts (60,9 %), milieux à végétation arbustive et/ou herbacée (17,1 %), zones urbanisées (14,9 %), zones agricoles hétérogènes (5,8 %), espaces ouverts, sans ou avec peu de végétation (1,3 %).
L'évolution de l’occupation des sols de la commune et de ses infrastructures peut être observée sur les différentes représentations cartographiques du territoire : la carte de Cassini (XVIIIe siècle), la carte d'état-major (1820-1866) et les cartes ou photos aériennes de l'IGN pour la période actuelle (1950 à aujourd'hui).

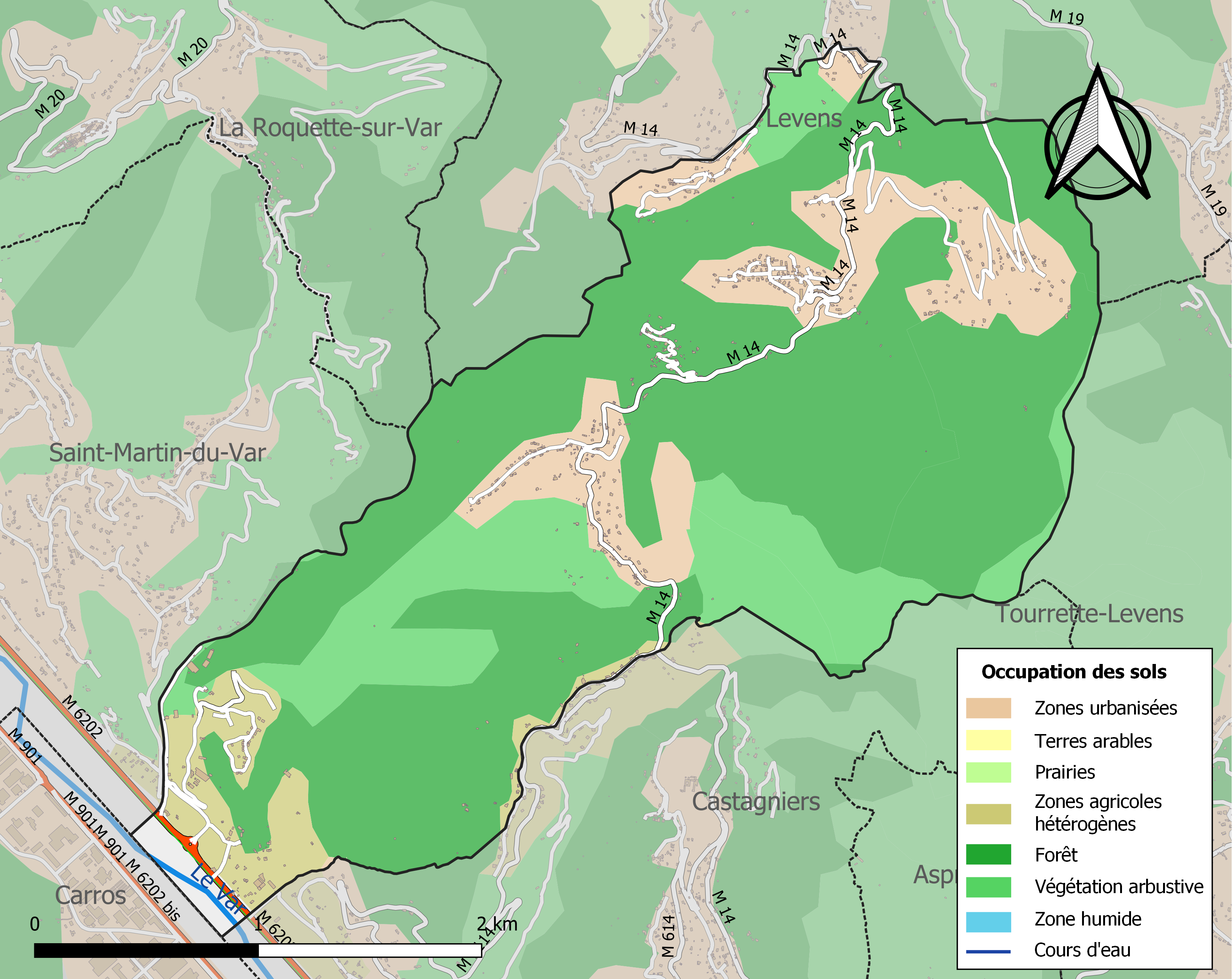
Carte de l'occupation des sols de la commune en 2018 (CLC).

### Projet de route
En 2024, après plusieurs décennies d'hésitations, le projet de route reliant les hameaux de la Saoga et de la Croix de Fer s'accélère. Cet ouvrage, dont le but est de relier plus rapidement la partie basse du village à son centre, oppose le maire aux associations de protection de l'environnement,.

### Communes limitrophes
| La Roquette-sur-Var, Saint-Martin-du-Var | Levens       | Levens           |
| Saint-Martin-du-Var, Carros              | Saint-Blaise | Tourrette-Levens |
| Carros                                   | Castagniers  | Tourrette-Levens |

## Histoire
Le terroir de Saint-Blaise possède des vestiges traditionnellement attribuées aux populations protohistoriques dites ligures. On y retrouve en effet les traces de deux enceintes en pierre sèche, l’un au quartier du Castel, l’autre au quartier du Castelet. Aucune de ces deux structures n'a fourni d'éléments probant permettant de les dater.
À la redistribution des fiefs par Guillaume le Libérateur, à la suite de sa reconquête de la Provence sur les Sarrasins en 973, le fief de Saint Blaise échoit aux vicomtes de Nice. Ceux-ci le cèdent vers 1075 à l’abbaye de Saint-Pons, en même temps que Saint-Martin-du-Var.
Les abbés de Saint Ponsset en resteront les seigneurs, jusqu’à la sécularisation de l’abbaye, en 1792 (le château a été quelque temps occupé par les Chabaud, seigneurs d’Aspremont, en 1279). En 1262 la commune comprend 36 familles soit environ 200 personnes. L’abbaye de Saint Pons y construit même un moulin. Mais deux siècles après, un acte du 16 septembre 1461 indique que le lieu de Saint-Blaise est inhabité. Probablement à la suite de guerres et des épidémies, le site s’est dépeuplé.
En 1590, Louis Grimaldi de Beuil, ancien évêque de Vence, est élu abbé de l’abbaye de Saint-Pons. Il devient donc seigneur de Saint-Blaise. Il est à l’origine du repeuplement de Saint-Blaise. Louis Grimaldi connaît bien la région car sa sœur Anne est l’épouse de Pierre Lascaris, seigneur de La Roquette. Au début de l’année 1607, après avoir obtenu l’autorisation du Saint-Siège, il découpe dans ce territoire, une trentaine de lots ou « quartons ». Puis il détermine à quelles conditions ces lots seront concédés en « emphytéose perpétuelle » (la durée habituelle de 99 ans étant jugée insuffisante pour amortir les frais de mise en état, la durée a été fixée à perpétuité).
L’abbé Grimaldi a ainsi procédé au partage du terrain, il a établi un cahier des charges et il en a fait la publicité, car cette annonce fut affichée à Nice et dans tous les villages voisins et des avis furent faits en chaire.
La paroisse de Saint-Blaise a été créée en 1777.

## Héraldique
| Blason de Saint-Blaise | Blason  | De gueules aux deux cierges allumés d’argent passés en sautoir, à la crosse d’or posées en pal, mouvant de la pointe et brochant sur le tout, au chef aussi d’or chargé d’une étoile de huit rais de gueules accostée de deux croisettes d’azur. |
| Blason de Saint-Blaise | Détails | Le statut officiel du blason reste à déterminer. |

## Politique et administration
| Période                                  | Période  | Identité               | Étiquette | Qualité         |
| ---------------------------------------- | -------- | ---------------------- | --------- | --------------- |
| Les données manquantes sont à compléter. |          |                        |           |                 |
| 1908                                     | 1919     | Gaspard Massena        |           |                 |
| 1919                                     | 1925     | Marius Massena         |           |                 |
| 1925                                     | 1926     | Edgard Baudoin         |           |                 |
| 1926                                     | 1935     | Célestin Baudoin       |           |                 |
| 1935                                     | 1936     | Louis Baudoin          |           |                 |
| 1936                                     | 1945     | Louis Raynaud          |           |                 |
| 1945                                     | 1953     | Henri Raynaud          |           |                 |
| 1953                                     | 1959     | Thérèse-Joseph Massena |           |                 |
| 1959                                     | 1977     | Paul Calviera          |           |                 |
| 1977                                     | 1983     | Madeleine Claass       |           |                 |
| 1983                                     | 1995     | Guy du Limbert         |           |                 |
| 1995                                     | En cours | Jean-Paul Fabre        | LR        | Cadre supérieur |

### Budget et fiscalité 2019
En 2019, le budget de la commune était constitué ainsi :
- total des produits de fonctionnement : 758 000 €, soit 742 € par habitant ;
- total des charges de fonctionnement : 589 000 €, soit 577 € par habitant ;
- total des ressources d'investissement : 376 000 €, soit 368 € par habitant ;
- total des emplois d'investissement : 503 000 €, soit 493 € par habitant ;
- endettement : 759 000 €, soit 744 € par habitant.

Avec les taux de fiscalité suivants :
- taxe d'habitation : 8,57 % ;
- taxe foncière sur les propriétés bâties : 8,59 % ;
- taxe foncière sur les propriétés non bâties : 71,68 % ;
- taxe additionnelle à la taxe foncière sur les propriétés non bâties : 0,00 % ;
- cotisation foncière des entreprises : 0,00 %.

Chiffres clés Revenus et pauvreté des ménages en 2017 : médiane en 2017 du revenu disponible, par unité de consommation : 25 120 €.

## Population et société

### Démographie

#### Évolution démographique
L'évolution du nombre d'habitants est connue à travers les recensements de la population effectués dans la commune depuis 1793. Pour les communes de moins de 10 000 habitants, une enquête de recensement portant sur toute la population est réalisée tous les cinq ans, les populations de référence des années intermédiaires étant quant à elles estimées par interpolation ou extrapolation. Pour la commune, le premier recensement exhaustif entrant dans le cadre du nouveau dispositif a été réalisé en 2005.

En 2022, la commune comptait 1 391 habitants, en évolution de +37,31 % par rapport à 2016 (Alpes-Maritimes : +2,85 %, France hors Mayotte : +2,11 %).
| 1793 | 1800 | 1806 | 1822 | 1831 | 1838 | 1841 | 1848 | 1851 |
| ---- | ---- | ---- | ---- | ---- | ---- | ---- | ---- | ---- |
| 245  | 218  | 269  | 291  | 641  | 337  | 687  | 324  | 636  |

| 1858 | 1861 | 1866 | 1872 | 1876 | 1881 | 1886 | 1891 | 1896 |
| ---- | ---- | ---- | ---- | ---- | ---- | ---- | ---- | ---- |
| 360  | 331  | 340  | 298  | 296  | 365  | 358  | 257  | 243  |

| 1901 | 1906 | 1911 | 1921 | 1926 | 1931 | 1936 | 1946 | 1954 |
| ---- | ---- | ---- | ---- | ---- | ---- | ---- | ---- | ---- |
| 208  | 207  | 194  | 173  | 136  | 134  | 163  | 145  | 137  |

| 1962 | 1968 | 1975 | 1982 | 1990 | 1999 | 2005 | 2006 | 2010 |
| ---- | ---- | ---- | ---- | ---- | ---- | ---- | ---- | ---- |
| 156  | 190  | 210  | 339  | 640  | 892  | 928  | 925  | 959  |

| 2015  | 2020  | 2022  | - | - | - | - | - | - |
| ----- | ----- | ----- | - | - | - | - | - | - |
| 1 013 | 1 350 | 1 391 | - | - | - | - | - | - |

### Enseignement
Établissements d'enseignements :
- Écoles maternelle et primaire[31],
- Collèges à Saint-Martin-du-Var, Tourrette-Levens,
- Lycées à Drap, Nice.

### Santé
Professionnels et établissements de santé :
- Médecins à Saint-Martin-du-Var, Castagniers, Levens,
- Pharmacies à Saint-Martin-du-Var, Levens,
- Hôpitaux à Saint-Jeannet, Nice.

### Cultes
- Culte catholique, paroisse Saint-Pons[33],diocèse de Nice.

## Économie

### Entreprises et commerces

#### Agriculture
- Culture de la fraise.
- Maraichers[34].
- Horticulture.

#### Tourisme
- Gites de France.

#### Commerces et services
- Commerces de proximité[35].
- Agence postale communale.

## Lieux et monuments
- Château Saint Blaise (ruines)[36].
- L'église Saint-Blaise[37] de 1953, abritant deux huiles sur toiles : « La Vierge au rosaire » (XVIIe siècle) et « Le Saint Guérisseur » du XVIIIe siècle.
- Moulin-musée[38], étape sur le circuit « la Route des Oliviers » organisée par l’association touristique, date du XVIIIe siècle, est de type génois avec une roue à godets. Très bien restauré en 2000 pour devenir un témoin du passé, il offre son cadre à des expositions artistiques[39].
- L’atelier de Jean-Pierre Augier, sculpteur à Saint-Antoine-de-Siga. Visites sur rendez-vous. Exposition permanente à la « Maison du Portal » à Levens.
- Ouvrages civils et militaires :
  - Le pont Masséna en béton armé de 1952 (l'ancien pont suspendu de 1911 a été détruite en 1944), sur la route de Levens.
  - Section des vallons de la Garde et de Costa Rasta, section représentative du canal de la Vésubie[40].
  - Siphon de Saint-Blaise, ouvrage technique remarquable du canal de la Vésubie [41],[42].
  - En haut de la colline du Castello les ruines du château seigneurial[43] construit par les abbés de l'abbaye de Saint-Pons, au XIe siècle.
- Monument aux morts, palme, couronne mortuaire, croix latine au sommet[44].

## Personnalités liées à la commune
- Jean-Pierre Augier, sculpteur.